# سید هادی موسوی
سید هادی موسوی یک بازیکن فوتبال اهل ایران است. او در شهرستان خمام، در استان گیلان به دنیا آمده است.
او سابقه بازی در باشگاه فوتبال ملوان بندر انزلی، باشگاه فوتبال سپیدرود رشت و باشگاه فوتبال چوکای تالش را دارد.
او تیم دارد به نام آکادمی فوتبال هادی
بهترین تیم دنیا